# アレン・ボクシッチ
アレン・ボクシッチ（Alen Bokšić、1970年1月21日 - ）は、クロアチアのマカルスカ出身の元同国代表サッカー選手。ポジションはFW。

## クラブ経歴
1987年、ハイドゥク・スプリトでデビュー。1991年にはユーゴカップを獲得する活躍を見せ、その後のクロアチア独立に伴う国内の混乱から逃れるべくフランスへ渡る。まずカンヌに1シーズン在籍するが負傷でほとんどプレーできなかった。
1992-1993シーズンにマルセイユへ移籍。23得点を挙げる活躍をみせてリーグ得点王に輝くとともに、UEFAチャンピオンズリーグでは5得点を挙げ大会得点王には1点及ばなかったが、大会を制覇する原動力となり、バロンドールの投票では第4位に選ばれた。
その活躍が認められたこと、またマルセイユに八百長問題が発覚したことで、1993-94シーズン途中にセリエAのラツィオへ移籍、デビュー2戦目のトリノ戦ダイビングヘッドでゴールを決めるると、12月のユヴェントス戦ではゴールを決めるなど、優れたプレーを見せたが、23試合で4ゴールに終わった。1994-95シーズンは23試合で9得点を挙げ、チームはリーグで2位に入った。
1996-1997シーズンにはユヴェントスへ移籍、インターコンチネンタルカップのリーベル・プレート戦では数度の決定期を逃すもチームは優勝。またセリエA優勝も制覇したが、怪我を抱えていたことからリーグ戦では振るわず、僅か1シーズンで退団することとなった。チャンピオンズリーグでは4ゴールを決め、決勝進出に貢献した。決勝では先発しヴィエリとツートップを組み、後半デル・ピエロのゴールをアシストするも、1-3でボルシア・ドルトムントに敗れ2度目のチャンピオンズリーグ制覇はならなかった。
1997-1998シーズンはラツィオに戻り、自身のイタリアでのベストとも言えるシーズンを過ごし、リーグ戦で26試合に出場し10ゴールを記録、コッパ・イタリアでの優勝も果たした。

## 代表経歴
ユーゴスラビア代表として、オシム監督のもとで1990年ワールドカップに参加したが、出場機会は無かった。1993年5月25日のウクライナ戦でクロアチア代表としてのデビューを果たし、以降ズボニミール・ボバンらとともにクロアチア代表を牽引した。
1998年のフランスW杯でクロアチアは初出場を果たすも自身は故障で出場できなかった、1990-00シーズンにはラツィオのセリエＡ制覇に貢献、2000-2001シーズンにミドルズブラへ移籍、このシーズンはリーグ戦で12ゴールを挙げた。
2002年の日韓W杯にはクロアチア代表に選出され、グループリーグ全3試合に出場。クラブでも存在感を発揮するも、負傷との縁は切れず2003年に選手生活を引退した。

## 代表歴

### 出場大会
- ユーゴスラビア代表
  - 1990 FIFAワールドカップ
- クロアチア代表
  - 2002 FIFAワールドカップ

### 試合数
- 国際Aマッチ 40試合 10得点（クロアチア、1993年-2002年）[2]

| クロアチア代表 | 国際Aマッチ | 国際Aマッチ |
| 年             | 出場        | 得点        |
| -------------- | ----------- | ----------- |
| 1993           | 1           | 0           |
| 1994           | 4           | 0           |
| 1995           | 6           | 1           |
| 1996           | 5           | 2           |
| 1997           | 7           | 2           |
| 1998           | 1           | 1           |
| 1999           | 5           | 1           |
| 2000           | 4           | 2           |
| 2001           | 2           | 1           |
| 2002           | 5           | 0           |
| 通算           | 40          | 10          |

## 獲得タイトル

### クラブ
- ハイドゥク・スプリト
  - ユーゴスラビア・カップ 優勝 (1991)
- オリンピック・マルセイユ
  - UEFAチャンピオンズリーグ 優勝 (1992-93)
- ユヴェントスFC
  - セリエA 優勝 (1996-97)
  - UEFAスーパーカップ 優勝 (1996)
  - トヨタカップ 優勝 (1996)
- SSラツィオ
  - セリエA 優勝 (1999-2000)
  - コッパ・イタリア 優勝 (1997-98, 1999-2000)
  - カップウィナーズカップ 優勝 (1998-99)
  - UEFAスーパーカップ 優勝 (1999)

### 個人
- オリンピック・マルセイユ
  - リーグ・アン 得点王（1992-93シーズン 23得点）
  - オンズドール オンズダルジャン銀賞 (1993)
  - クロアチア年間最優秀選手賞 (1993)
  - バロンドール 4位 (1993)